# Jacques Raymond
Jacques Raymond, pseudoniem van Nicolas Joseph (Jozef) Remon (Temse, 13 oktober 1937), is een Belgische zanger met pensioen. Op 30 december 2014 stopte hij voorgoed met zingen.

## Levensloop
Raymond vertegenwoordigde België in het Eurovisiesongfestival 1963 met het Nederlandstalige lied Waarom?. Bij het Eurovisiesongfestival 1971 vormde hij een team met Lily Castel en brachten ze het nummer Goeiemorgen, morgen. Ze vervingen daarmee het duo Nicole & Hugo dat dit lied oorspronkelijk zou brengen, omdat Nicole Josy ziek uitviel. Het nummer Waarom? werd op 4 februari 2016 opgenomen in de eregalerij van de Vlaamse klassiekers van Radio 2.

## Privé
Sinds 1995 is Jacques Raymond getrouwd met de veertien jaar jongere zangeres Ingriani, met wie hij regelmatig samen optrad.

## Discografie
- 1963: Waarom?
- 1964: Die dolle Dolly
- 1968: Keine Freunde
- Nooit was ik zo verliefd
- Nina
- Sylvie
- Heel veel liefs en tot ziens
- Ik blijf op jou wachten
- Klappen in de handen
- Jouw good-bye
- Onder 't groen van de bomen
- You're so simpatico
- Slotakkoord
- Permettete, signorina
- Tannia

### Hitnoteringen
| Single met hitnotering(en) in de Vlaamse Ultratop 50 | Datum van verschijnen | Datum van binnenkomst | Hoogste positie | Aantal weken | Opmerkingen |
| ---------------------------------------------------- | --------------------- | --------------------- | --------------- | ------------ | ----------- |
| Gloria                                               | 1963                  | 01-01-1963            | 20              | 4            |             |
| You're so sympatico                                  | 1965                  | 01-01-1965            | 8               | 8            |             |
| El sol                                               | 1970                  | 25-07-1970            | 23              | 4            |             |
| Nina                                                 | 1971                  | 06-02-1971            | 17              | 3            |             |
| Love boat                                            | 1982                  | 16-01-1982            | 27              | 8            |             |
| Smile                                                | 1982                  | 06-11-1982            | 23              | 9            |             |